# 中国鉄路ハルビン局集団有限公司
中国鉄路ハルビン局集団有限公司（ちゅうごくてつろハルビンきょくゆうげんコンス）は、中華人民共和国中国国家鉄路集団に属する鉄道運営会社の一つである。旧称はハルビン鉄路局。略称はハルビン局、哈局。
管轄範囲は黒龍江省と内蒙古自治区呼倫貝爾地区(フルンボイル市内)である。営業路線距離は6734.7kmで管区内に586の駅を有する。